# Shunya Kamiya
Shunya Kamiya (født 23. december 1991) er en japansk professionel fodboldspiller.
Han har spillet for flere forskellige klubber i sin karriere, herunder Fujieda MYFC.